# Сельское поселение «Село Барятино» (Барятинский район)
Сельское поселение «Село Барятино» — муниципальное образование в составе Барятинского района Калужской области России.
Административный центр — село Барятино.

## Население
| 2010  | 2012  | 2013  | 2014  | 2015  | 2016  | 2017  |
| ----- | ----- | ----- | ----- | ----- | ----- | ----- |
| 3077  | ↗3078 | ↘3042 | ↘3025 | ↘2986 | ↗2989 | ↗3002 |
| 2018  | 2019  | 2020  | 2021  |       |       |       |
| ↘2983 | ↘2905 | ↗2969 | ↘2780 |       |       |       |

## Состав
В поселение входят 6 населённых мест:
- село Барятино
- деревня Езовня
- деревня Красный Холм
- деревня Крутая
- деревня Полом
- деревня Ракитня